# Pita Maha Association
Pita Maha war eine balinesische Künstlerorganisation, die 1934 vom niederländischen Maler Rudolf Bonnet gegründet wurde. Ziele der Organisation waren die Verbesserung der Qualität balinesischer Kunstwerke und die Organisation von Ausstellungen zum Thema balinesische Kunst. Auf Grund des Zweiten Weltkrieges wurde die Organisation 1942 aufgelöst.

## Wirken
Die Künstler, die von der Organisation gefördert wurden, stellten hauptsächlich Schnitzarbeiten, Zeichnungen und Gemälde her. Zur Steigerung der Qualität ihrer Werke wurden die Künstler von den künstlerischen Leitern der Pita Maha Association, Rudolf Bonnet, Walter Spies und I Goesti Njoman Lempad  unterstützt.
Walter Spies und seine Freunde etablierten Ubud als internationales Künstlerdorf. Inzwischen arbeitet hier die vierte Generation seit Spies.
Mitglieder der Pita Maha Association wurden oft zu erfolgreichen Künstlern, so beispielsweise der Schnitzer I Nyoman Cokot und der Bildhauer und Architekt I Gusti Nyoman Lempad.

## Ausstellungen
Die Pita Maha Associationen organisierte mehrere Ausstellungen mit balinesischer Kunst, beispielsweise in Batavia, Yogyakarta, Bandoeng und Medan.